# 朱尔迪尼亚诺
朱尔迪尼亚诺（義大利語：Giurdignano），是意大利莱切省的一个市镇。总面积13平方公里，人口1897人，人口密度145.9人/平方公里（2009年）。ISTAT代码为075033。